# 보르네오피그미땃쥐
보르네오피그미땃쥐(Suncus hosei)는 땃쥐과의 포유류이다. 학명은 동물학자 호세(Charles Hose)의 이름에서 유래했다. 말레이시아의 토착종이다. 자연 서식지는 아열대 또는 열대 기후 지역의 건조림이다. 서식지 감소로 멸종 위협을 받고 있다.